# Liste der Orgeln im Landkreis Barnim
Die Liste von Orgeln umfasst die Pfeifenorgeln im Landkreis Barnim in Brandenburg.

## Orgeln
Im Landkreis Barnim sind 80 Orgeln bekannt.
In der vierten Spalte sind die hauptsächlichen Erbauer angeführt; eine Kooperation mehrerer Orgelbauer wird durch Schrägstrich angezeigt, spätere Umbauten durch Komma. In der sechsten Spalte bezeichnet die römische Zahl die Anzahl der Manuale, ein großes „P“ ein selbstständiges Pedal, ein kleines „p“ ein nur angehängtes Pedal.  Die Kirchen sind meist evangelisch, andere Konfessionen sind angegeben
| Ort                     | Gebäude                                  | Bild | Orgelbauer                                    | Jahr                      | Manuale | Register  | Bemerkungen |
| ----------------------- | ---------------------------------------- | ---- | --------------------------------------------- | ------------------------- | ------- | --------- | --- |
| Ahrensfelde             | Dorfkirche                               |      | E. F. Walcker & Cie.                          | 1965                      | II/P    | 11        | ursprünglich in Berlin-Zehlendorf, Kirche am Buschgraben, 2000 umgesetzt durch Sauer |
| Ahrensfelde             | Ostkirchhof, Kapelle                     |      | G. F. Steinmeyer & Co.                        | 1914                      | II/P    | 8         | 2008 Restaurierung durch Eberswalder Orgelbauwerkstatt, 2009 Ergänzung eines Registers |
| Basdorf                 | Dorfkirche                               |      | Friedrich Hermann Lütkemüller                 | 1896                      | I       | 7         | 1992 Instandsetzung durch Schuke, 2024 Restaurierung durch MecklenburgerOrgelbau, Ergänzung eines Registers |
| Bernau                  | St. Marien                               |      | Mitteldeutscher Orgelbau A. Voigt             | 1989                      | II/P    | 29        | im Gehäuse von Sauer von 1864 |
| Bernau                  | St. Marien, Gemeindesaal                 |      | Orgelbau Sauer                                | 1966                      | I       | 3         | Serieninstrument Typ |
| Bernau                  | Herz-Jesu-Kirche, katholisch             |      | August Ferdinand Dinse                        | 1870                      | II/P    | 11        | zuerst in Wesendorf, 1978 durch Fahlberg umgesetzt, mit kleinen Veränderungen |
| Biesenthal              | Stadtkirche                              |      | August Ferdinand Dinse                        | 1859                      | II/P    | 20        | [ 12 ] |
| Biesenthal              | Evangelischer Gemeindesaal               |      | Orgelbau Sauer                                | 1982                      | I       | 3         | Positiv |
| Biesenthal              | St. Marien, katholisch                   |      | Albert Lang                                   | um 1868/1869              | I/P     | 9         | gebaut für neue St.-Matthias-Kirche in Schöneberg bei Berlin, 1925 an St. Marien geschenkt, 2009 restauriert durch Eberswalder Orgelbauwerkstatt |
| Birkholz                | Dorfkirche                               |      | Orgelbau W. Sauer                             | 1967                      | I       | 3         | Positiv, zuerst in Friedhofskapelle Berlin-Weißensee, nach 1972 als Dauerleihgabe nach Birkholz |
| Blumberg                | Dorfkirche                               |      | Schuke Orgelbau                               | 1963                      | II/P    | 13        | im Chorraum, vorher Wagner-Orgel |
| Börnicke                | Dorfkirche                               |      | Albert Lang                                   | 1883                      | I/P     | 8         | 2001 Generalüberholung durch Fahlberg |
| Britz                   | Dorfkirche                               |      | Carl August Buchholz                          | 1846                      | I/P     | 7         | 2017 Restaurierung |
| Britz-Kolonie           | Friedenskirche                           |      | Ulrich Fahlberg                               | 1968                      | I       | 3         | Positiv, ursprünglich in Gemeindesaal der Maria-Magdalenen-Kirche in Eberswalde, 2006 umgesetzt |
| Brodowin                | Dorfkirche                               |      | Carl August Buchholz                          | 1856                      | I/P     | 9         | 1917 Abgabe der Prospektpfeifen, danach Ersatz durch Zinkpfeifen, 2012 Generalüberholung durch Tobias Schramm |
| Chorin                  | Dorfkirche                               |      | Schuke Orgelbau                               | 1968                      | I/P     | 6         | [ 21 ] |
| Danewitz                | Dorfkirche                               |      | Orgelbau Sauer                                | 1984                      | I       | 3         | Positiv |
| Eberswalde              | Maria-Magdalenen-Kirche                  |      | Ernst Julius Marx                             | 1783                      | II/P    | 27        | Umbauten 1876 durch Kienscherf und 1958 durch Eule |
| Eberswalde              | Maria-Magdalenen-Kirche                  |      | Ulrich Fahlberg                               | 1991                      | I/p     | 4         | ursprünglich in Gemeindesaal der Friedenskirche, seit 2006 im Altarraum der Maria-Magdalenen-Kirche |
| Eberswalde              | St. Peter und Paul, katholisch           |      | Karl Gerbig                                   | 1950                      | II/P    | 16        | 1999 Restaurierung und Veränderungen durch Fahlberg |
| Eberswalde              | Johanniskirche                           |      | Eule Orgelbau                                 | 1967                      | II/P    | 19        | [ 26 ] [ 27 ] |
| Eberswalde              | Dietrich-Bonhoeffer-Haus                 |      | Eule Orgelbau                                 | 1962                      | I       | 3         | ursprünglich in St.-Johannes-Evangelist-Kirche in Berlin, um 1978 in Gemeindehaus der Sophienkirche, 1984 in Gemeindehaus Eisenspalterei in Eberswalde, seit 2000 im Dietrich-Bonhoeffer-Haus                                                         |
| Eberswalde              | Pfingstkapelle                           |      | Eule Orgelbau                                 | 1960                      | I/P     | 7         | [ 29 ] |
| Eberswalde              | Bethelkapelle, evangelisch-freikirchlich |      | Ulrich Fahlberg                               | 1988                      | I/P     | 6         | [ 30 ] |
| Eberswalde              | Neuapostolische Kirche                   |      | Sauer Orgelbau                                | 1962                      | I/P     | 9         | eingelagert, heute elektronische Orgel im historischen Gehäuse |
| Eberswalde-Finow        | Friedenskirche                           |      | Albert Kienscherf                             | 1891                      | II/P    | 16        | [ 32 ] |
| Eberswalde-Finow        | St. Theresia vom Kinde Jesu, katholisch  |      | Ulrich Fahlberg                               | 1983                      | I/P     | 7         | [ 33 ] |
| Eberswalde-Finow        | Neuapostolische Kirche                   |      | Orgelbau Sauer                                | 1986                      | I/p     | 4         | [ 34 ] |
| Eiche                   | Dorfkirche                               |      | Schuke Orgelbau                               | 1962                      | I/P     | 7         | [ 35 ] |
| Finowfurt-Steinfurt     | Dorfkirche                               |      | Georg Mickley                                 | 1879                      | II/P    | 12        | 1991 Umdisponierung und Ergänzung eines Registers durch Fahlberg |
| Friedrichswalde         | Dorfkirche                               |      | Friedrich Kienscherf, Söhne                   | 1893                      | II/P    | 10        | [ 37 ] |
| Golzow                  | Dorfkirche                               |      | Wilhelm Sauer                                 | 1897                      | II/P    | 15        | ersetzte Schnitger-Orgel, 1993/94 Umdisponierung durch Fahlberg |
| Groß Schönebeck         | Dorfkirche                               |      | Johann Michael Röder/Gottlieb Scholtze        | 1747–1749                 | I/P     | 12        | begonnen von Röder, beendet von Scholtze, 1878 Umbau durch Hollenbach, danach weitere Veränderungen, 1990 Restaurierung durch Schuke |
| Groß Ziethen            | Französisch-reformierte Kirche           |      | Herrmann Kienscherf                           | 1889                      | I/P     | 10        | 1996 restauriert durch Fahlberg, 2011/12 Abdeckung wegen Dachreparaturen |
| Grüntal                 | Dorfkirche                               |      | Carl Gotthold Claunigk                        | 1822                      | I/P     | 9         | 1911 Umbau durch Paul Bütow, 2003 und 2006 Rekonstruktion der ursprünglichen Disposition und Restaurierung durch Eberswalder Orgelbauwerkstatt |
| Hohenfinow              | Dorfkirche                               |      | W. Remler & Sohn                              | 1887                      | II/P    | 15        | 1910 Einbau des Altaraufsatzes von 1753 als Prospekt, 2009 Restaurierung durch Eberswalder Orgelbauwerkstatt |
| Joachimsthal            | Kreuzkirche                              |      | Johann Tobias Turley/Albert Kienscherf        | 1868/1909                 | II/P    | 18        | Gehäuse und einige Pfeifen von Turley, 1909 darin Neubau von Kienscherf |
| Joachimsthal            | Kreuzkirche, Winterkirche                |      | Ulrich Fahlberg                               | 1969                      | I       | 3         | Positiv |
| Klandorf                | Dorfkirche                               |      | Hermann Kienscherf, Albert Kienscherf         | 1906                      | I/P     | 8         | [ 45 ] |
| Klein Ziethen           | Französisch-reformierte Kirche           |      | Friedrich Kienscherf                          | 1890                      | I/P     | 6         | [ 46 ] |
| Klobbicke               | Dorfkirche                               |      | Friedrich Kienscherf                          | 1871                      | I/P     | 6         | 1917 Prospektpfeifen abgegeben, 1950 Reparaturen durch Gerbig, 1993 abgetragen, seit 2004 eingelagert in Klobbicke |
| Klosterfelde            | Dorfkirche                               |      | Friedrich Hermann Lütkemüller/Ulrich Fahlberg | 1884/1980                 | I/P     | 9         | Umdisponierung und wahrscheinlich neue Metallpfeifen durch Fahlberg |
| Ladeburg                | Dorfkirche                               |      | Orgelbau Sauer                                | 1990                      | I/P     | 8         | [ 49 ] |
| Lanke                   | Dorfkirche                               |      | Carl August Buchholz                          | 1867                      | I/P     | 9         | Erneuerungen von Pfeifen und Reparaturen durch Kienscherf, Gerbig und Fahlberg |
| Lichterfelde            | Dorfkirche                               |      | Lang & Dinse / Ulrich Fahlberg                | 1857/1995                 | I/P     | 7         | grundlegende Umdisponierung durch Fahlberg mit Material und in Gehäuse von Lang & Dinse |
| Liepe                   | Dorfkirche                               |      | Ulrich Fahlberg                               | 1972                      | I       | 4         | Positiv |
| Lindenberg              | Dorfkirche                               |      | Wilhelm Müller                                | 1863                      | I/P     | 10        | 1911 Einbau eines Prospekts im Barockstil, 2004/05 Restaurierung durch Noeske |
| Lobetal                 | Hoffnungstaler Stiftung, Kirche          |      | Alexander Schuke Potsdam Orgelbau             | 2015                      | II/P    | 23        | 1314+5 Pfeifen, zweiter Spieltisch auf Empore für Hauptwerk |
| Lobetal                 | Hoffnungstaler Stiftung, Saal            |      | Ulrich Fahlberg                               | 1984                      | I/p     | 4         | ursprünglich in Eberswalde, Pflegeheim, 2010 ungesetzt von Eberswalder Orgelwerkstatt |
| Lüdersdorf              | Dorfkirche                               |      | Lang & Dinse                                  | 1876                      | I/P     | 8         | 2014 Generalinstandsetzung und neue Prospektpfeifen durch Scheffler |
| Lunow                   | Dorfkirche                               |      | Lang & Dinse                                  | um 1845                   | I/P     | 9         | 1848 in Lunow aufgebaut, 2010 Restaurierung durch Scheffler |
| Mehrow                  | Dorfkirche                               |      | Orgelbau Sauer                                | 1965 oder 1975            | I       | 3         | Serieninstrument vom Typ L, zuerst in Parochial-Gemeinde in Berlin, 1993 nach Mehrow, 2009 Generalüberholung durch Eberswalder Orgelbauwerkstatt |
| Melchow                 | Dorfkirche                               |      | Ulrich Fahlberg                               | 1970                      | I       | 4         | zuerst in Klosterkapelle Chorin (Foto), Register Gedackt 8' von A. Kienscherf, 2015 umgesetzt nach Melchow |
| Niederfinow             | Dorfkirche                               |      | Albert Kienscherf                             | 1912                      | II/P    | 11        | nur Prospekt aufgebaut, Pfeifen eingelagert |
| Oderberg                | St. Nikolai                              |      | Johann Simon Buchholz/Gesell & Schultze       | 1792/1855                 | II/P    | 16        | 1855 mit Pfeifenwerk und Windlade von 1792 neu gebaut, 1953 Umdisponierung durch Gerbig |
| Oderberg                | Gemeindesaal                             |      | Ulrich Fahlberg                               | 1978                      | I       | 3         | Positiv |
| Parstein                | Dorfkirche                               |      | W. Remler & Sohn                              | 1887                      | II/P    | 11        | Wasserschaden in Windlade |
| Prenden                 | Dorfkirche                               |      | Carl Eduard Gesell                            | 1883                      | I/P     | 7         | 1983 Restaurierung durch Fahlberg |
| Rüdnitz                 | Dorfkirche                               |      | Friedrich Hermann Lütkemüller                 | 1882                      | I/P     | 7         | restauriert von Kienscherf, Gerbig und Fahlberg |
| Ruhlsdorf               | Dorfkirche                               |      | Ludwig Salomon Hennefuß ?, u. a.              | um 180                    | I/P     | 7         | ursprünglich in Zerpenschleuse, Erbauer vermutet, 1848 nach Ruhlsdorf verschenkt und durch Heise aufgebaut und repariert, 1858 Umdisponierung und Einbau eines Pedals durch W. Müller, danach Reparaturen von Gesell, Kienscherf, Gerbig und Eichberg |
| Schönerlinde            | Dorfkirche                               |      | Ulrich Fahlberg                               | 1987                      | I/p     | 4         | zuerst in Besitz von Fahlberg, seit 1993 in Winterkirche in Wusterhausen, seit 1995 in Schönerlinde |
| Schönow                 | Dorfkirche                               |      | Carl Eduard Gesell                            | 1888                      | I/P     | 10        | 1955 Erweiterung und Reparaturen durch Gerbig |
| Schönwalde              | Dorfkirche                               |      | Orgelbau-Anstalt Wilhelm Sauer                | 1885                      | II/P    | 9         | 1955 Reparaturen und Umdisponierung durch Gerbig, 1997 Reparaturen durch Fahlberg |
| Schwanebeck             | Dorfkirche                               |      | Eule Orgelbau                                 | 1955                      | II/P    | 8         | ursprünglich in Bethanien-Gemeindesaal in Berlin-Weißensee, 1993 Umbau durch Dieter Noeske, um 2012 Umsetzung nach Schwanebeck, 2014 Einweihung |
| Seefeld                 | Dorfkirche                               |      | Carl Eduard Gesell                            | 1892                      | I/P     | 10        | nach 1910 Veränderung des Prospekts im Jugendstil und Umdisponierung |
| Serwest                 | Dorfkirche                               |      | Friedrich Kienscherf, Söhne                   | 1905                      | I/P     | 6         | 1917 Abgabe der Prospektpfeifen, 1923 ersetzt durch Zinkpfeifen |
| Sophienstädt            | Dorfkirche                               |      | Albert Kienscherf                             | 1914                      | I/P     | 6         | [ 79 ] |
| Stolzenhagen (Lunow)    | Dorfkirche                               |      | Ferdinand Dinse                               | zwischen 1859 und 1861/72 | I/P     | 8         | erhebliche Beschädigungen, Pfeifenwerk eingelagert |
| Stolzenhagen (Wandlitz) | Dorfkirche                               |      | Gebrüder Walter, Ulrich Fahlberg              | 1890, 1987                | I/P     | 6         | Neubau von Fahlberg in Gehäuse mit Spieltisch und drei Registern von Walter, Hauptwindlade aus Lütkemüller-Orgel in Sydow von 1882 |
| Tempelfelde             | Dorfkirche                               |      | Friedrich Hermann Lütkemüller                 | 1886                      | II/P    | 12        | erhebliche Beschädigungen nach 1945 und 1963, 2088-2011 Wiederherstellung mit veränderter Disposition durch Berndt Kühnel |
| Tornow                  | Dorfkirche                               |      | Eule Orgelbau                                 | 1962                      | I       | 3         | Positiv, ursprünglich in Wartburg-Heim in Eberswalde-Nordend, 2006 nach Tornow umgesetzt durch Eberswalder Orgelbau |
| Trampe                  | Dorfkirche                               |      | Ulrich Fahlberg                               | 1969                      | I/P     | 7         | mit Verwendung von Teilen der Vorgängerorgel |
| Wandlitz                | Dorfkirche                               |      | Wilhelm Remler                                | 1879                      | I/P     |           | 1917 Abgabe der Prospektpfeifen, 2015 Generalrestaurierung und Rekonstruktion durch Eberswalder Orgelbauwerkstatt |
| Weesow                  | Dorfkirche                               |      | Reinhard Schmeisser                           | 1962                      | I       | 5         | 1993 Generalüberholung durch Fahlberg |
| Werneuchen              | St. Michael, Winterkirche                |      | Orgelbau Sauer                                | 1971                      | I       | 3         | Serieninstrument Typ L; auf Westempore elektronische Orgel hinter Prospekt von Metallpfeifen, ersetzte Positiv von Reinhard Schmeisser von 1959 (I, 5)                                                                                                |
| Willmersdorf            | Dorfkirche                               |      | Georg Mickley                                 | 1858                      | I/P     | 7         | 1917 Abgabe der Prospektpfeifen, 1945 Verlust vieler Metallpfeifen, 1953 Instandsetzung durch Gerbig, 1980 Reparaturen von Fahlberg, im Prospekt sind Holzpfeifen nur im Mittelteil                                                                   |
| Zepernick               | St.-Annen-Kirche                         |      | Jehmlich Orgelbau                             | 1978                      | II/P    | 9 (mech.) | 1998 Erweiterung um digitale Register auf II/P, 34 durch Sauer, 2018 Erweiterung um digitales drittes Manual |
| Zepernick               | Neuapostolische Kirche                   |      | Orgelbau Sauer                                | 1964                      | I/P     | 7         | um 2016 umgesetzt in neue Kirche |
| Zerpenschleuse          | Dorfkirche                               |      | Gottlieb Heise                                | 1845                      | I/P     | 10        | 2002 Reparaturen durch Matthias Müller |
| Zühlsdorf               | Dorfkirche                               |      | Friedrich Hermann Lütkemüller                 | 1892                      | I/P     | 7         | ursprünglich ohne Pedal, 1913 Einbau eines Pedalregisters, nicht mehr spielbar, seit 2003 Computerorgel |